# Martírio de São Sebastião (Gregório Lopes)
Martírio de São Sebastião é uma pintura a óleo sobre madeira de carvalho, de c. 1536 - 1538, do artista português do Renascimento Gregório Lopes (c. 1490-1550), obra proveniente do Convento de Cristo, em Tomar e que está actualmente no Museu Nacional de Arte Antiga de Lisboa.
De acordo com a tradição católica, São Sebastião, soldado romano, foi um mártir e santo cristão do século XIII, mandado executar por meio de flechas pelo imperador romano Diocleciano que o acusou de traição pela sua conduta branda para com os prisioneiros cristãos. O culto de S. Sebastião nasceu no século IV e atingiu o seu auge na Baixa Idade Média, designadamente nos séculos XIV e XV, tanto na Igreja Católica como na Igreja Ortodoxa, sendo o Martírio de São Sebastião de Gregório Lopes um novo exemplo da iconografia do suplício do santo.

## Descrição
No centro da composição está São Sebastião já atingido por flechas, com a auréola de santo, preso a uma coluna que assenta num pedestal de pedra, tendo o braço direito preso por cima da cabeça, o esquerdo preso por detrás e os pés atados por uma corda, estando um punhal sobre o pedestal. Um arqueiro e um besteiro de cada lado, vestidos com ricas indumentárias, apontam as suas armas ao corpo do santo, enquanto dois outros, um pouco mais longe, preparam as armas para o atingir de novo.
Como pano de fundo do martírio do santo, Gregório Lopes realizou uma grande composição paisagista povoada por inúmeras figuras e pontuada por pormenores da vida quotidiana de uma cidade do século XVI. Em segundo plano da cena estende-se uma cidade com um casario encavalitado do lado esquerdo, e que é dominado, do lado oposto, por um templo circular de inspiração italiana rasgado por balcões e arcadas decoradas por enormes estátuas, a que se tem acesso através de uma escadaria. Ao lado deste monumento, uma multidão assiste a um auto-de-fé, estando os corpos de dois sentenciados a arder numa grande fogueira cujo fumo se avoluma no céu no canto direito.

## História
O Martírio de São Sebastião estava colocado sobre um dos altares pequenos da Charola do Convento de Cristo em Tomar, provavelmente o altar de São Sebastião, conforme consta de manuscrito de Frei Jerónimo de S. Romão, havendo documentação a comprovar a realização da obra, designadamente as verbas pagas pelo trabalho do pintor régio Gregório Lopes nos anos de 1536 e 1537 (Torre do Tombo, Convento de Cristo, 23, fls. 187v., 188 e 196), o qual esteve em Tomar, de Setembro de 1536 a Abril de 1539, a trabalhar nalguns retábulos destinados à Charola do dito convento.

## Apreciação
Para Dagoberto Markl e Fernando Pereira, o Martírio de S. Sebastião é uma obra de transição que se constata na própria elaboração pois se à esquerda estão edifícios com telhados nórdicos, tendo sido flamenga a principal influência na pintura portuguesa até então, já do lado direito está uma construção circular de inspiração italiana, o que corresponderá ao primeiro ensaio de pintura maneirista, para além do uso de novos eixos de perspectiva e da figura serpentinata.:132
Por outro lado, a obra documenta, para além da cena principal, em fundo do lado direito, um auto-de-fé o que é um facto assinalável. Em 1536, quando Gregório Lopes está a trabalhar nas pinturas da Charola do Convento de Cristo, em Tomar, a Inquisição é estabelecida em Portugal, tendo o primeiro auto-de-fé oficial ocorrido em 1540. Mas o que Gregório Lopes pinta deve corresponder ao selvagem que presenciara, em Lisboa, em 1506, o Massacre de Lisboa de 1506. Dado que a Ordem de Cristo, na altura já dirigida pelo Monarca português, era a proprietária do Convento de Cristo e quem encomendara a pintura, a inclusão desta cena na obra resultou também do assentimento da Corte.
O massacre de judeus em 1506 foi assim descrito por Garcia de Resende na sua obra em verso Miscelânea (1554):
"Vi que em Lisboa se alçaram povo baixo e villãos contra os novos christãos, mais de quatro mil mataram dos que houve às mãos: uns d'elles, vivos queimaram, meninos despedaçaram, fizeram grandes cruezas, grandes roubos e vilezas em todos quantos acharam."

### Ligação externa
- Página oficial do Museu Nacional de Arte Antiga